# Sigh No More
Sigh No More er debutalbummet fra den britisk rockgruppe Mumford & Sons. Det blev udgivet den 2. oktober 2009 i Storbritannien og den 16. februar 2010 i USA og Canada. Albummet debuterede på UK Albums Chart som nummer 11 og toppede som nummer 2 den 20. februar 2011, i den 72. uge på hitlisten efter det vandt Album of the Year ved Brit Awards dette år. I begyndelsen af 2011 toppede det som nummer 2 på Billboard 200 i USA.
I midten af 2010 blev det listet som det 8. bedste album dette år på NPR's All Songs Considered. Den 20. juli 2010 blev det nomineret til Mercury Prize, der bliver givet årligt til det bedst album fra Storbritannien eller Irland. Den 6. december 2010 blev der udgivet en deluxe udgave af Sigh No more, der inkluderede det originale album, en live CD af en koncert fra O2 Shepherds Bush Empire og en DVD med del 1, 2 og 3 af Gentlemen of the Road dokumentarprogrammerne. Den 15. februar 2011 blev albummet nomineret til Best British Album ved BRIT Awards. I USA var albummet det 3. mest downloadede album i 2011, og solgte over 761.000 eksemplarer.
Albummets titel er taget fra en linje i Shakespeares Much Ado About Nothing og flere andre linjer i skuespillet bliver nævnt i titelnummerets tekst.
Vinyl-udgaven af albummet blev fremstillet af United Record Pressing i Nashville, Tennessee.

## Modtagelse
På Metacritic, der sammenfatter ratingen fra forskellige anmeldelser, har albummet fået 68 ud af 100, hvilket indikerer "generelt positive anmeldelser".

## Spor
| #   | Titel                  | Længde |
| --- | ---------------------- | ------ |
| 1.  | "Sigh No More"         | 3:27   |
| 2.  | "The Cave"             | 3:37   |
| 3.  | "Winter Winds"         | 3:39   |
| 4.  | "Roll Away Your Stone" | 4:23   |
| 5.  | "White Blank Page"     | 4:14   |
| 6.  | "I Gave You All"       | 4:20   |
| 7.  | "Little Lion Man"      | 4:06   |
| 8.  | "Timshel"              | 2:53   |
| 9.  | "Thistle & Weeds"      | 4:49   |
| 10. | "Awake My Soul"        | 4:15   |
| 11. | "Dust Bowl Dance"      | 4:43   |
| 12. | "After the Storm"      | 4:03   |

| #   | Titel                         | Længde |
| --- | ----------------------------- | ------ |
| 13. | "Hold On to What You Believe" | 4:06   |

| #   | Titel                  | Længde |
| --- | ---------------------- | ------ |
| 1.  | "Sigh No More"         | 4:11   |
| 2.  | "Winter Winds"         | 3:48   |
| 3.  | "Roll Away Your Stone" | 4:26   |
| 4.  | "White Blank Page"     | 4:13   |
| 5.  | "I Gave You All"       | 4:17   |
| 6.  | "Awake My Soul"        | 4:38   |
| 7.  | "Little Lion Man"      | 4:16   |
| 8.  | "Thistle & Weeds"      | 5:39   |
| 9.  | "Timshel"              | 3:22   |
| 10. | "The Cave"             | 4:00   |
| 11. | "Dust Bowl Dance"      | 5:31   |
| 12. | "Feel the Tide"        | 3:41   |

## Hitlister
| Hitliste (2009–2012)                | Højeste placering |
| ----------------------------------- | ----------------- |
| Australien (ARIA)                   | 1                 |
| Østrig (Ö3 Austria)                 | 26                |
| Belgien (Ultratop Flanderen)        | 3                 |
| Canadiske Albummer (Billboard)      | 2                 |
| Danmark (Album Top-40)              | 20                |
| Holland (Album Top 100)             | 3                 |
| European Top 100 Albums (Billboard) | 8                 |
| Frankrig (SNEP)                     | 173               |
| Tyskland (Media Control)            | 29                |
| Irland (IRMA)                       | 1                 |
| New Zealand (RIANZ)                 | 1                 |
| Sverige (Sverigetopplistan)         | 28                |
| Schweiz (Schweizer Hitparade)       | 21                |
| Storbritannien (OCC)                | 2                 |
| US Billboard 200                    | 2                 |
| US Digital Albums (Billboard)       | 2                 |
| US Folk Albums (Billboard)          | 1                 |
| US Independent Albums (Billboard)   | 1                 |
| US Alternative Albums (Billboard)   | 1                 |
| US Rock Albums (Billboard)          | 1                 |
| US Tastemaker Albums (Billboard)    | 1                 |

### Års-hitlister
| Hitliste (2009)                          | Placering |
| ---------------------------------------- | --------- |
| UK Albums Chart                          | 102       |
| Hitliste (2010)                          | Placering |
| Australian Albums Chart                  | 8         |
| Belgian Albums Chart (Flanders)          | 4         |
| Dutch Albums Chart                       | 14        |
| European Top 100 Albums                  | 15        |
| Irish Albums Chart                       | 7         |
| New Zealand Albums Chart                 | 20        |
| UK Albums Chart                          | 10        |
| US Billboard 200                         | 83        |
| Hitliste (2011)                          | Placering |
| Belgian Albums Chart (Flanders)          | 37        |
| Canadian Albums Chart                    | 7         |
| Dutch Albums Chart                       | 38        |
| New Zealand Albums Chart                 | 5         |
| US Billboard 200                         | 8         |
| Hitliste (2012)                          | Placering |
| Australian Albums Chart                  | 53        |
| Belgian Midprice Albums Chart (Flanders) | 10        |
| Dutch CombiAlbums Chart                  | 37        |
| New Zealand Albums Chart                 | 38        |
| US Billboard 200                         | 29        |
| US Alternative Albums Chart              | 7         |
| US Digital Albums Chart                  | 13        |
| US Folk Albums Chart                     | 2         |
| US Independent Albums Chart              | 3         |
| US Rock Albums Chart                     | 7         |
| Hitliste (2013)                          | Placering |
| US Billboard 200                         | 52        |
| US Folk Albums Chart                     | 4         |

## Certificeringer
| Land | Certificering | Salg      |
| --- | ------------- | --------- |
| Australia (ARIA) | 4× Platin     | 280.000   |
| Austria (IFPI) | 4× Platin     | 15.000    |
| Belgium (Ultratop) | Platin        | 15.000    |
| Canada (Music Canada) | 2× Platin     | 160.000   |
| Germany (BVMI) | Platin        | 200.000   |
| New Zealand (RMNZ) | 2× Platin     | 30.000    |
| United Kingdom (BPI) | 5× Platin     | 1.614.893 |
| United States (RIAA) | 3× Platin     | 3.200.000 |
| Opsummering |               |           |
| Europe (IFPI) | 2× Platin     | 2.000.000 |
| *Salgstal baseret på certificering alene. ^Forsendelsestal baseret på certificering alene. xUspecificerede tal baseret på certificering alene. |               |           |